# Mar Trácio
40° 0' 22" N 25° 0' 10" O

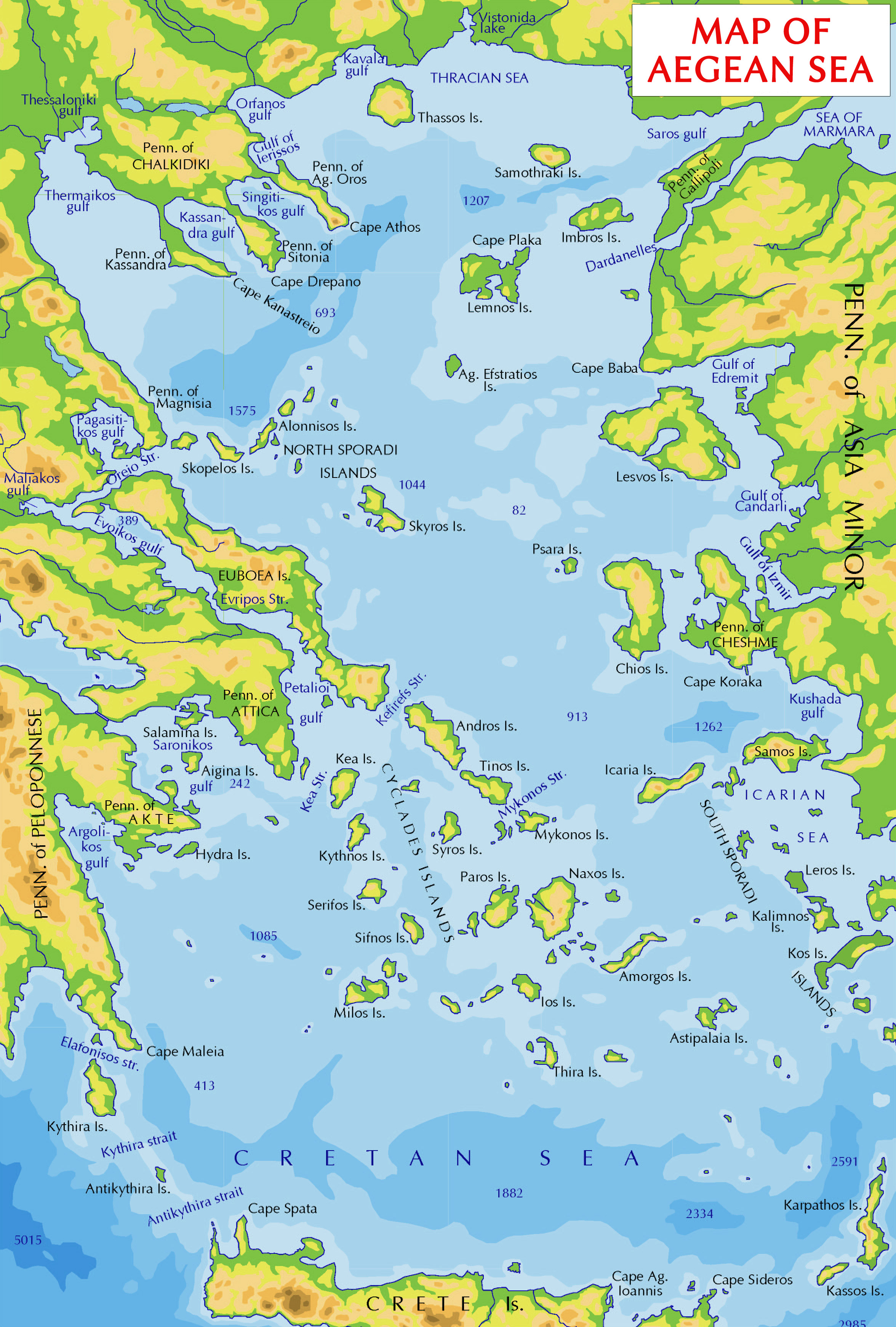
Mapa do Mar Egeu. O mar Trácio pode ser visto no topo.

O Mar Trácio (em grego:  Θρακικό Πέλαγος, Thrakiko Pelagos; em turco:  Trakya Denizi) é a parte mais ao norte do Mar Egeu. É limitado pela Macedônia e pela Trácia, e também pelo noroeste da Turquia. Toda a área marítima fica ao norte do paralelo 40. Seu comprimento de leste a oeste é de 23 ° E a aproximadamente 25,8 ° E, ou do Golfo da Estrimônia ao leste até a parte mais ao norte da península de Gallipoli e a largura de norte a sul é de aproximadamente 40,25 ° N a 41 ° N, ou dos Dardanelos ao norte até a fronteira entre as unidades regionais de Xanthi e Rhodope. As ilhas incluem Tasos e Samotrácia na Grécia e Gökçeada (Imvros em grego) e Bozcaada (Tenedos em grego) na Turquia. As baías e golfos incluem o Golfo de Ierissian a sudoeste, o Golfo de Strymon, onde o rio de Strymon deságua, o Golfo de Kavala e o Golfo de Saros na Turquia. Os rios que deságuam nesta parte do golfo incluem o Nestos e o Evros / Meriç. As famosas fontes termais são Loutra Eleftheron em Kavala.

## Portos
- Amfipoli
- Kavala
- Alexandroupoli
- Tasos
- Samotrácia
- Tenedos (Bozcaada), Turquia